# Wydział Nauk o Kulturze Fizycznej Uniwersytetu Rzeszowskiego
Wydział Nauk o Kulturze Fizycznej Uniwersytetu Rzeszowskiego – jeden z czterech wydziałów Collegium Medicum Uniwersytetu Rzeszowskiego.

## Historia
Początki instytutu sięgają 1988 roku, kiedy to utworzono Studium Wychowania Fizycznego. W 1991 roku utworzony został Instytut Wychowania Fizycznego i Zdrowotnego, który w 2005 roku został przekształcony w Wydział Wychowania Fizycznego. W latach 2019–2024, zarządzeniem Rektora UR, Wydział funkcjonował jako Instytut Nauk o Kulturze Fizycznej Uniwersytetu Rzeszowskiego. Od 1 stycznia 2025 roku, na mocy Statutu UR, jednostka funkcjonuje ponownie jako Wydział.

## Poczet dyrektorów
Samodzielny Zakład Wychowania Fizycznego/Studium Wychowania Fizycznego
1. dr Kazimierz Obodyński (1988–1991)

Instytut Wychowani Fizycznego i Zdrowotnego
1. prof. dr hab. Lesław Grzegorczyk (1991–1996)
2. dr hab. Kazimierz Obodyński (1996–2005)

Wydział Wychowania Fizycznego
1. prof. dr hab. Kazimierz Obodyński (2005–2012)
2. prof. dr hab. Wojciech Czarny (2012–2019)

Instytut Nauk o Kulturze Fizycznej
1. prof. dr hab. Wojciech Czarny (2019–2024)

Wydział Nauk o Kulturze Fizycznej
1. prof. dr hab. Wojciech Czarny (od 2025)[3]

## Struktura organizacyjna
Wydział składa się z następujących jednostek, których kierownikami są:
| Jednostka                                                                                          | Kierownik                       |
| -------------------------------------------------------------------------------------------------- | ------------------------------- |
| Katedra Nauk o Człowieku                                                                           | p.o. dr Krzysztof Przednowek    |
| Pracownia Diagnostyki w Treningu Sportowym i Zdrowotnym                                            | dr hab. Emilian Zadarko         |
| Pracownia Motoryczności Człowieka                                                                  | dr inż. Bartosz Dziadek         |
| Pracownia Biochemii i Fizjologii Wysiłku Fizycznego                                                | dr Aleksandra Kwiatkowska       |
| Pracownia Przedmiotowo-Dydaktyczna Nauk o Zdrowiu                                                  | dr Maria Zadarko-Domaradzka     |
| Katedra Społeczno-Kulturowych Podstaw Wychowania Fizycznego i Sportu                               | prof. dr hab. Wojciech Cynarski |
| Pracownia Analiz Statystycznych                                                                    | dr Robert Bąk                   |
| Pracownia Przedmiotowo-Dydaktyczna Nauk Społecznych                                                | dr Janusz Zieliński             |
| Pracownia Przedmiotowo-Dydaktyczna Aktywności Fizycznej Czasu Wolnego                              | dr Jaromir Grymanowski          |
| Zakład Wychowania Fizycznego i Sportu                                                              | dr Marian Rzepko                |
| Pracownia Przedmiotowo-Dydaktyczna Teorii i Metodyki Treningu Sportowego                           | dr Maciej Huzarski              |
| Pracownia Przedmiotowo-Dydaktyczna Metodyki Wychowania Fizycznego i Organizacja Praktyk Zawodowych | dr Krzysztof Warchoł            |
| Pracownia Przedmiotowo-Dydaktyczna Letnich i Zimowych Form Aktywności Ruchowych                    | dr hab. Sławomir Drozd          |